# Kirowez Leningrad
Kirowez Leningrad (russisch Кировец Ленинград) ist ein ehemaliger russischer Eishockeyclub aus Leningrad, dem heutigen Sankt Petersburg. Zwischen 1947 und 1949 sowie 1954 und 1962 nahm er an der höchsten Spielklasse der Sowjetunion teil, der Klass A.

## Geschichte
Der Verein wurde 1947 als Dserschinez Leningrad (russisch Дзержинец) gegründet und in die Klass A aufgenommen. 1949 wurde er nach dem Traktorenwerk Kirow in Kirowez Leningrad umbenannt, nachdem er aus der Klass A in die zweite Spielklasse, die Klass B, abgestiegen war. 1954 gelang der Wiederaufstieg in die höchste Spielklasse, was mit einer erneuten Namensänderung in Awangard Leningrad (russisch Авангард) verbunden war. Die beste Platzierung des Klubs wurde in der Saison 1957/58 erreicht, als das Team die Meisterschaft mit dem fünften Platz belegte. 1958 spielte Walentin Bystrow mit der sowjetischen Nationalmannschaft bei der Weltmeisterschaft.

## Bekannte ehemalige Spieler
- Torhüter: B. Meltscharik, B. Fink, W. Kasakow
- Verteidiger: А. Smirnow, W. Lapin, L Basjura, Juri Antonow, W. Morosow, Е. Bogdanow, N. Komarow, W. Jegorow, О. Tschuraschow
- Stürmer: М. Gaschtschenkow, L. Bogdanow, А. Sorokin, М. Schurawlew, Walentin Bystrow, F. Lapin, А. Bunin, G. Judin, Juri Borissow, D. Koptschenow, Juri Swesdin, А. Drosdow, W. Pogrebnjak

## Trainer
- P. Batyrjew (1947–1949)
- P. Olchowik (1954–1955)
- W. Lapin (1955–1957)
- А. Wiktorow (1957–1961)
- Walentin Bystrow (1961–1962)